# Chlorocytus formosus
Chlorocytus formosus är en stekelart som först beskrevs av Walker 1835.  Chlorocytus formosus ingår i släktet Chlorocytus och familjen puppglanssteklar. Arten är reproducerande i Sverige. Inga underarter finns listade i Catalogue of Life.